# Traité de Zara
 (avril 2022).

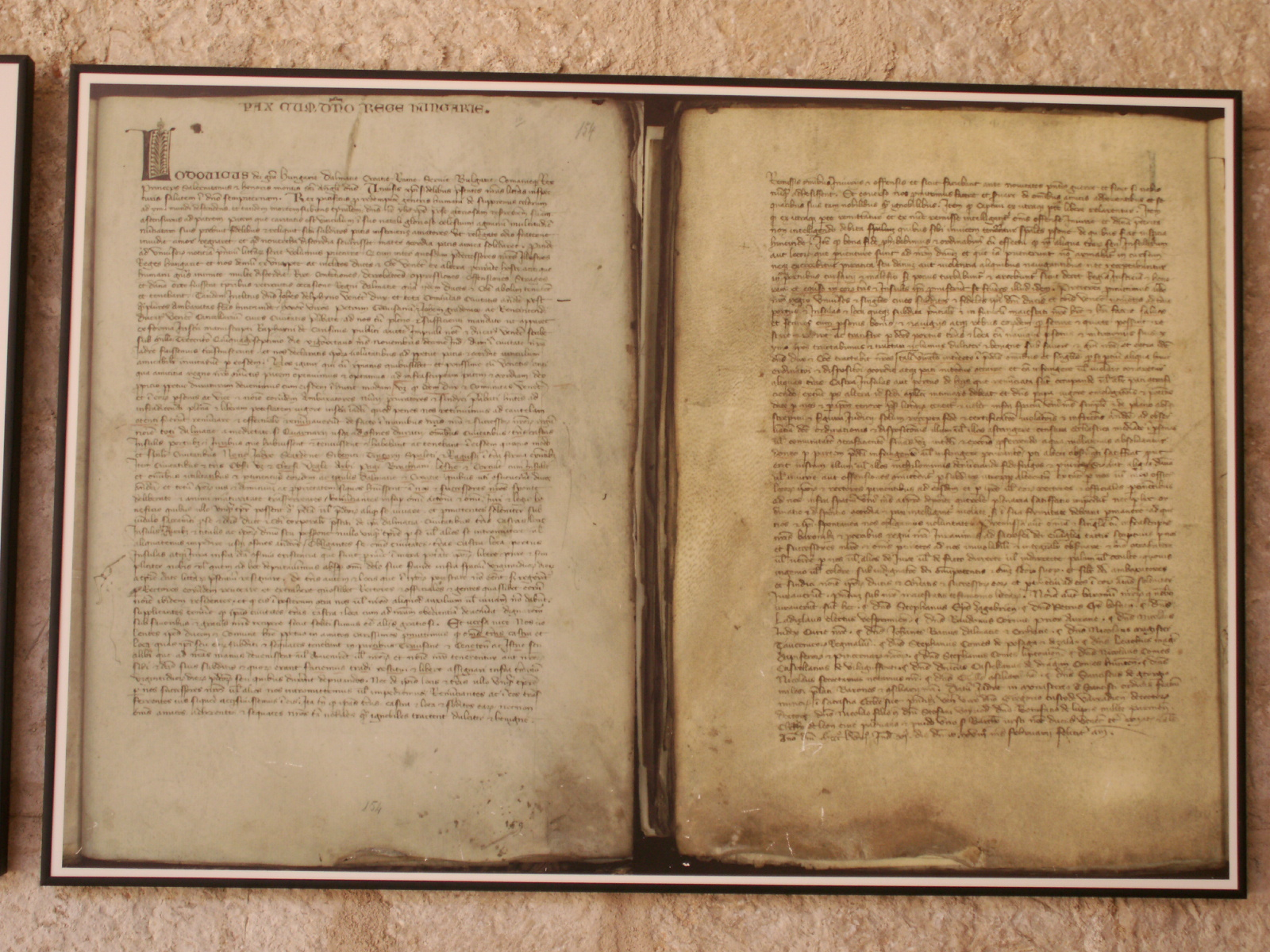
Photographie du traité de Zara

Le traité de Zara, ou paix de Zara (en croate : Zadar), fut conclu entre la république de Venise et le royaume de Hongrie le 18 février 1358.

## Historique
Le traité stipulait que Louis Ier de Hongrie avait tout pouvoir sur la Dalmatie dont Zara et les autres villes dalmates, y compris Raguse. De plus, le traité accordait aux villes dalmates la liberté de commerce.
La paix entre la république de Venise et la Hongrie ne dura qu'une quinzaine d'années. La reprise des hostilités fut liée à la guerre entreprise en 1372 par Venise contre Padoue, en Italie du nord-est, alliée de Louis Ier de Hongrie en Italie du nord-est.
Padoue fut vaincue et dut accepter des conditions très sévères. En 1378, une grande coalition se rassembla contre Venise avec Gênes à sa tête et le soutien des princes autrichiens, du patriarcat d'Aquilée et du roi Louis Ier de Hongrie. Venise occupa les villes dalmates en 1378, mais fut défaite sur mer par Gênes et la flotte hongroise.
Le traité de Turin, conclu en 1381, reprit les conditions du traité de Zadar : la Dalmatie resta sous domination hongroise, et Venise dut payer un tribut annuel de 7 000 ducats d'or.
La mort du roi Louis Ier en 1382 ouvrit une période de troubles politiques dans le royaume de Hongrie. Venise en profita pour rétablir ses droits sur Zadar et la Dalmatie, qu'elle acheta en 1409 pour 100 000 ducats au prétendant Ladislas Ier de Naples. Venise conservera la région jusqu'en 1797.

## Sources
- Pal Engel, Gyula Kristo et Andras Kubinyi, Histoire de la Hongrie médiévale, vol. 2, Presses Universitaires de Rennes, 2008 (ISBN 978-2-7535-0094-5), « Des Angevins aux Habsbourgs ».